# Trichocolea novaezelandiae
Trichocolea novaezelandiae là một loài rêu trong họ Trichocoleaceae. Loài này được R.M. Schust. mô tả khoa học đầu tiên năm 1963.
Danh pháp khoa học của loài này chưa được làm sáng tỏ. 